# Annoying Orange: Kitchen Carnage
Annoying Orange: Carnage (раніше Annoying Orange: Kitchen Carnage) — казуальна мобільна гра 2011 року, розроблена Bottle Rocket і видана Eastedge Studios. На основі комедійного веб-серіалу Annoying Orange він був випущений для iOS 7 квітня 2011 року. У грі гравці кидають різні продукти в блендери по всій кухні, заробляючи бали за кожен вдалий кидок. Загальний бал буде підраховано, коли буде досягнуто обмеження часу.
Критики добре зустріли Carnage, висловлюючи захоплення його простим, прогресивним і захоплюючим геймплеєм. Критика та занепокоєння були викликані повторюваним використанням голосових кліпів і графіки, включно з реалістичним зображенням насильства.

## Ігровий процес
Мета Carnage полягає в тому, щоб кидати різноманітні предмети продуктів на кухню рухами гравця та поміщати їх у серію блендерів за встановлений ліміт часу. Швидший помах призведе до подальшого кидка, а його шлях визначає кількість зароблених очок, оскільки продукт, який відскакує від стіни, заробить більше, ніж прямий шлях до блендера. Постійне та швидке кидання продуктів у блендер без пропусків надає бонусні бали, а успішне кидання їх у блендери заповнює «лічильник соку», який, якщо він заповнений, переходить гравця на наступний рівень.
Коли гравець просувається на кожному рівні, з'являться кілька блендерів, які приносять гравцеві певну кількість балів залежно від швидкості його руху. Пізніше в грі з'являться нові продукти складної форми, такі як банани та ананаси, і відкриється витяжка, що принесе гравцеві більше очок. Час від часу гра пропонує гравцеві потрясти пристрій, відкриваючи обробну дошку. У шафі містяться персонажі із серії «Надокучливий апельсин». Коли гравець висаджує на нього продукт, надається додатковий час. Протягом усієї гри відтворюються голосові фрагменти із серіалу, а титульний персонаж Апельсин веде діалог на екрані. Відображення остаточного рахунку буде показано в кінці гри.

## Розробка та випуск
Гра Carnage була розроблена компанією Thruster Games, підрозділом Bottle Rocket, і опублікована як розробником, так і Eastedge Studios. Гра заснована на комедійному веб-серіалі «Дразливий апельсин» і була випущена 7 квітня 2011 року для пристроїв iOS. Дейн Бодігхаймер, творець Annoying Orange, підсумував, що гра має подібний вміст до веб-серіалу, у якому він сказав, що вона «ідеально переходить у швидку аркадну гру».

## Рецепція
За даними агрегатора оглядів Metacritic, Carnage отримав «змішані або середні відгуки». Філіп Левін з 148Apps оцінив гру на три зірки з п'яти, і виявив, що ігровий процес простий у вивченні, і порекомендував її для гравців, які шукають короткостроковий геймплей. Попри це, Левін назвав Carange грою, якій бракує відтворюваності, а гравці можуть «вбити час, поки ви чекаєте, поки станеться щось цікавіше».
AppSpy оцінив Carnage на три з п'яти і високо оцінив різноманітність прогресивних факторів на рівнях, таких як бонусні бали за хитрі кидки та нових персонажів на кожному рівні. Ендрю Несвадба вважає голосові кліпи дратуючими, але зауважує, що цю функцію можна вимкнути. Gamezebo оцінив гру чотирма зірками з п'яти, але не схвалив її постійні діалоги та голосові кліпи, які відтворюються в грі, назвавши Orange тим, що «постійно лає вас у фоновому режимі». AppSafari порівняв '' з Skee-ball, але також вважає, що голосові кліпи гри дратують, але її геймплей викликає звикання. Slide to Play дав огляд трьох із чотирьох і захопився затягуванням і темпом гри, оскільки Оксфорд назвав її наявність «багато дивних рішень за частки секунди».
Modojo виявив, що графіка гри ускладнює визначення того, як кидати, оскільки це «2D-гра, яка змушує вас думати в 3D», і побажав довшого ігрового процесу, дозволяючи більше опцій для подовження таймера. Що стосується його схожості з серіалом, Modojo похвалив Bottle Rocket за створення такої ж атмосфери, як веб-серіал. Рецензент Common Sense Media Джонатан Лю дав грі чотири зірки з п'яти та рейтинг 13 і більше через жорстокий і реалістичний ефект нарізання продуктів. Він заявив, що гра схожа на додаток Paper Toss, і хоча він вважав її цікавою, але зазначив, що вона не підходить для дітей через просування бренду та акцент на насильство. Tubefilter висловив подібні думки, також описавши гру як Paper Toss, і похвалив її графіку та рівень складності, щоб зацікавити гравців.